# Tužková baterie

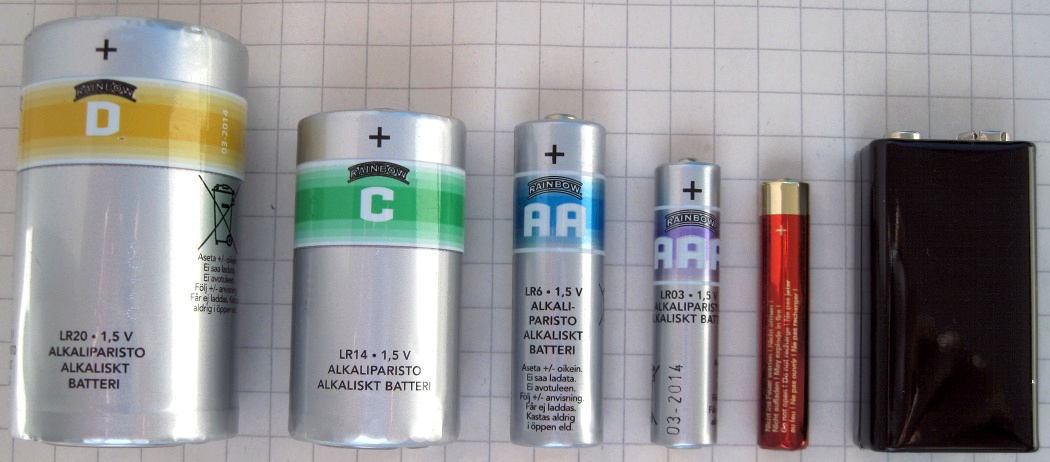
Srovnání rozměrů baterií typu D, C, AA, AAA, AAAA a PP3 (9V)

Srovnání rozměrů baterií různých typů

Tužková baterie, nebo také tužkový článek je velikostní označení galvanického monočlánku. Tužková baterie mívá elektromotorické napětí kolem 1,5 voltu, v případě akumulátorů 1,2 V.

## Velikosti tužkových článků
Standardně se pojmem tužková baterie rozumí baterie velikosti AA (size M), jako mikrotužková baterie se označuje menší velikost AAA (size S). Větší velikosti se nazývají malý monočlánek („špalek“, velikost C, size L) a velký monočlánek („buřt“, velikost D, size XL).
Existují i další články někdy označované jako tužkové („krátká tužková“, „poloviční tužková“).
Tužkové baterie se vyrábějí buď jednorázově nabité nebo jako akumulátory pro opakované nabíjení (obvykle stovky cyklů). Pro přednabité baterie, tzv. RTU (ready to use), je charakteristické velmi nízké samovybíjení.
| evropské označení | anglické označení | lidové označení    | použití                                                               | obrázek |
| ----------------- | ----------------- | ------------------ | --------------------------------------------------------------------- | ------- |
| AAA               | size S            | mikrotužková, malá | dálkové ovladače, nástěnné hodiny, budíky...                          |         |
| AA                | size M            | tužková, klasická  | dálkové ovladače, drobné elektropřístroje, nástěnné hodiny, budíky... |         |
| C                 | size L            | špalek, malý buřt  | menší radiopřijímače, svítilny, budíky...                             |         |
| D                 | size XL           | buřt, velký špalek | radiopřijímače, svítilny...                                           |         |

## Tužkové články a tužkové baterie
Běžně užívaný název baterie je pro tužkové články nepřesný; výraz elektrická baterie označuje skupinu elektrických článků zapojených do série (do baterie) za účelem zvýšení napětí (plochá baterie, 9V baterie, automobilový akumulátor). S termínem „tužková baterie“ se ale lze setkat nejen v laických, ale i odborných textech.